# Terra ribelle
Terra ribelle est une série télévisée italienne réalisée par Cinzia TH Torrini (première saison) et Ambrogio Lo Giudice (deuxième saison) et diffusée en Italie sur la chaîne Rai 1.

## Synopsis

### Saison 1
Italie, XIXe siècle.
Iacopo et Andrea sont deux amis d'enfance, mais l'un est noble et riche, et l'autre est pauvre. Pourtant ils sont comme deux frères et paraissent inséparables, jusqu'à l'arrivée de la famille Giardini.
Car le comte Giardini, risquant la banqueroute, pense résoudre le problème en mariant sa fille, la "contessina" Luisa Giardini, à Iacopo, mais celui-ci tombe malencontreusement amoureux de la sœur cadette de Luisa, la belle et intelligente Elena. Le même sentiment bouleverse Andrea, car, lors de leur première rencontre, entre Elena et le jeune paysan, c'est le coup de foudre. Mais Iacopo et Luisa, jaloux, se chargeront de rendre leur amour impossible. Luisa, avec un chantage infâme, parvient à épouser Iacopo qui pourtant aime encore Elena ; Andrea est accusé d'un crime qu'il n'a pas commis et est obligé de fuir...

### Saison 2: Terra ribelle - Il Nuovo Mondo
Neuf ans sont passés depuis la première rencontre entre Andrea et Elena, désormais ils sont mariés et ont une fille, Giulia. Luisa est morte dans les marécages et Iacopo a disparu depuis longtemps ; Elena et Andrea ont plus ou moins oublié leur sombre passé et vivent heureux avec Giulia. Mais un jour l'enlèvement de leur fille va bouleverser leur vie et les entraîner dans un voyage vers le Nouveau Monde où, à la recherche de leur fille, ils seront confrontés à de nouvelles aventures et de nouvelles épreuves, au cours desquelles leur amour devra survivre ou mourir.

## Distribution
- Rodrigo Guirao Díaz : Andrea Marsili
- Anna Favella : Elena Giardini
- Sabrina Garciarena : Luisa Giardini
- Fabrizio Bucci : Iacopo Vincenzi (saison 1)
- Ivan Gonzalez : Iacopo Vincenzi (saison 2)
- Humberto Zurita : Lupo
- Lando Buzzanca : Malagridas
- Mattia Sbragia : le conte Giardini
- Fabián Mazzei : Lucio
- Alessandro Bertolucci : Tonali
- Ivana Lotito : Maria
- Luz Cipriota : Isabella
- Giulia Elettra Gorietti : Chiara
- Belen Leiva : Giulia
- Michel Noher : Alberto Dell'Arco
- Marina Giulia Cavalli : Augusta